# Fritz von Keller
Friedrich „Fritz“ von Keller (* 9. September 1850 in Mergentheim; † 19. Dezember 1923 in Stuttgart; gebürtig Friedrich Keller) war ein deutscher Forstmann und Reichstagsabgeordneter. Er war von 1913 bis 1920 Präsident und Leiter der Württembergischen Forstdirektion.

## Leben
Friedrich „Fritz“ Keller besuchte das Seminar Blaubeuren, die Landwirtschaftliche Akademie Hohenheim und die Universität Tübingen. Während seines Studiums wurde er 1870 Mitglied der Burschenschaft Germania Tübingen. Er war später als Secondeleutnant in der Landwirtschaft tätig und arbeitete später bis 1887 als Oberförster. Im Februar 1887 wurde er als gemeinsamer Kompromisskandidat der Reichspartei und der Nationalliberalen in den Deutschen Reichstag gewählt, dem er für den Wahlkreis Württemberg 12 (Gerabronn, Künzelsau, Crailsheim, Mergentheim) angehörte. Er errang sein Mandat mit 58,54 Prozent der Stimmen. Der Fraktion der Nationalliberalen schloss er sich lediglich als Hospitant an. Im Reichstag beteiligte sich Keller in den Ausschüssen für die Unterstützung von Angehörigen (11. Kommission) und in der 7. Kommission, die für die Armee im Frieden, Petitionen und der Wehrpflicht zuständig war. Er war bis 1890 Mitglied des Reichstages. Er legte sein Mandat im Februar 1887 nieder, als er Kommandeur der königlich württembergischen Forst- und Steuerwache wurde. Im Jahr 1920 ging er als Präsident der Württembergischen Forstdirektion in den Ruhestand.
Fritz von Keller war von 1900 bis zu seinem Tod Vorsitzender des Verschönerungsvereins Stuttgart.

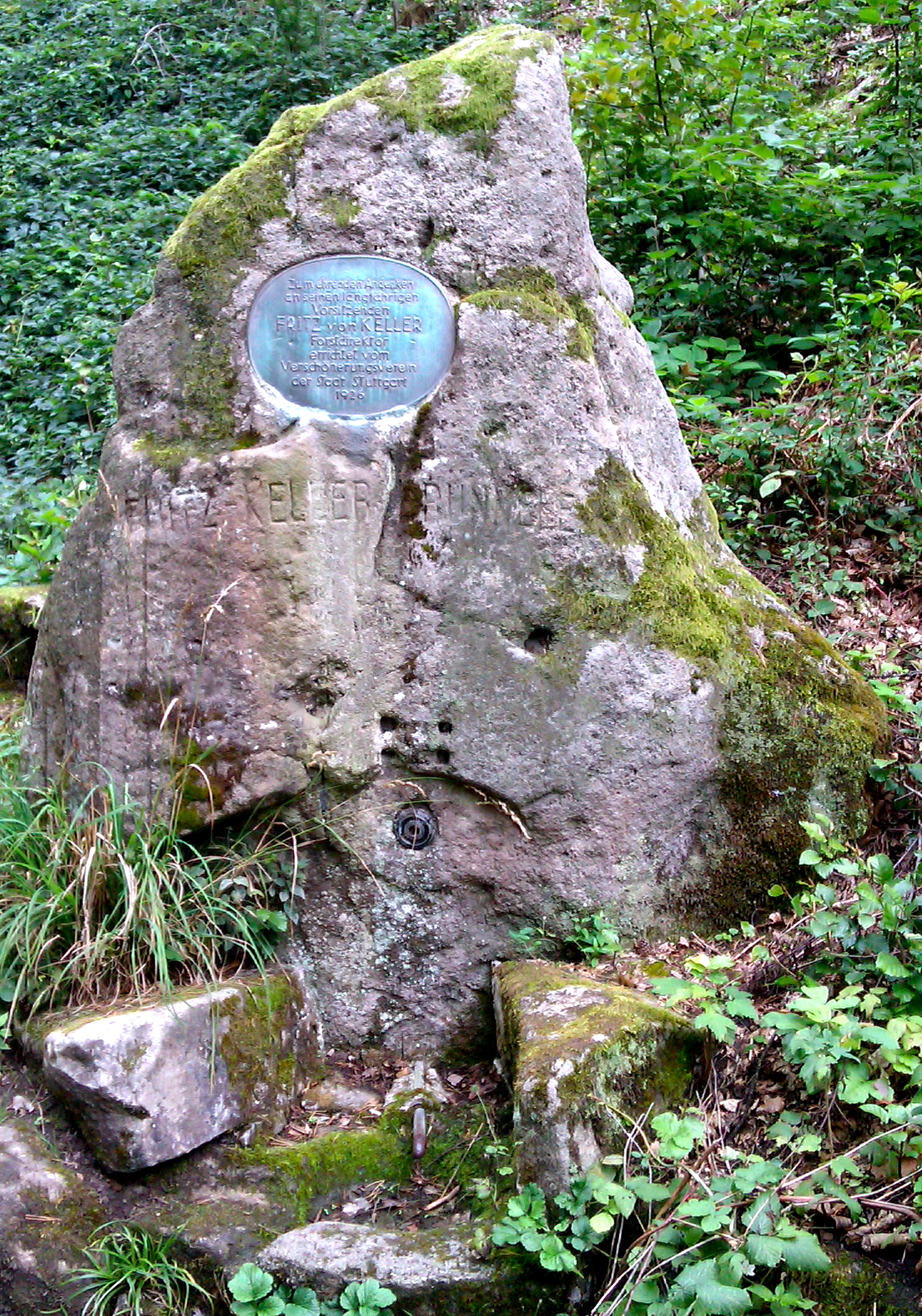
Fritz-Keller-Brünnele (2011)

In Degerloch nahe beim Waldfriedhof wurde 1926 der von Professor Adolf Fremd geschaffene Fritz-von-Keller-Brunnen – auch Fritz-von-Keller-Brünnele, Fritz-Keller-Brunnen oder Fritz-Keller-Brünnele genannt – zur Erinnerung an Fritz von Keller aufgestellt (Wegbeschreibung). Nachdem der Brunnen kein Wasser mehr führte, weil durch die Bebauung des Hangs über dem Brunnen die Quelle versiegte, wurde er zum Gedenkstein umgewidmet.